# CL-612
La carretera CL-612 es una carretera autonómica perteneciente a la Red Básica de Carreteras de Castilla y León que comunica la localidad palentina de Villamartín de Campos a unos 11 kilómetros de Palencia capital, y finaliza en Zamora. Esta carretera sirve para conectar Palencia con el sur de España a través de la A-66 suponiendo una alternativa a la N-610 para comunicar Palencia y Zamora en una cantidad menor de kilómetros (ir por la CL-612 comunica Palencia y Zamora en 129 kilómetros y por la N-610, 155)

## Nomenclatura
Tuvo la denominación de carretera comarcal C-612 hasta el año 2002, cuando se produjo el cambio de nomenclatura por la actual CL-612.

## Recorrido
La CL-612 comienza en el kilómetro 14 de la N-610 en un enlace, comenzado al girar a la izquierda (en sentido Benavente) en las proximidades de Villamartín de Campos. La carretera toma una dirección suroeste y atraviesa los municipios de Pedraza de Campos, Torremormojón y Villerías de Campos, por los cuales pasan carreteras que comunican otros municipios cercanos como Ampudia o Villarramiel. La carretera entra en la provincia de Valladolid tras pasar el Río Anguijón. A continuación pasa por Palacios de Campos y en las inmediaciones de Medina de Rioseco, vierte en la N-601, con la cual comparte trazado entre los kilómetros 230 y 234 de esta carretera atravesando Medina de Rioseco. A las afueras de la localidad la CL-612 se separa de la N-601 que se dirige hacia León, y a continuación atraviesa los municipios de Villafrechós y Santa Eufemia del Arroyo y entra en la provincia de Zamora. Atraviesa Villamayor de Campos y en Villalpando pasa por encima de la A-6, que comunica Madrid y La Coruña. La CL-612, tras pasar la A-6, pasa por las localidades de San Martín de Valderaduey, Cañizo, Castronuevo de los Arcos, Aspariegos, Benegiles y Monfarracinos, con el recorrido del Río Valderaduey contiguo al trazado de la carretera. Ya en los aledaños de Zamora capital, enlaza con la A-66 la cual se dirige a Salamanca y a la larga Sevilla. Finalmente la CL-612 termina su recorrido enfrente del Centro Comercial Valderaduey en la ZA-20. La comunicación entre Palencia y Portugal se puede completar por las carreteras CL-527 y N-122.

## Futuro
Se lleva mucho tiempo proyectando una autovía, A-612, que comunique Palencia y Zamora. De esta manera se crearía un eje alternativo a la A-66 que comunique el norte de España con Andalucía sin necesidad de pasar por Madrid.